# Каплино (Большесельский район)
Каплино — деревня в Большесельском районе Ярославской области России. 
В рамках организации местного самоуправления входит в Благовещенское сельское поселение, в рамках административно-территориального устройства — в Благовещенский сельский округ.

## География
Деревня находится на северо-востоке района, вблизи границы с Рыбинским и Тутаевским районами. Она находится на расстоянии около 2,5 км к юго-западу от железной дороги Ярославль-Рыбинск и на расстоянии 4 км к югу от железнодорожной станции Лом. Деревня стоит на небольшом поле, окружённом лесами, на левом берегу реки Ахробость, правого притока Черёмухи. В деревне сходятся 3 автомобильных дороги — одна следует к северу на Лом и далее выходит на федеральную трассу Р151 Ярославль — Рыбинск на участке Тутаев — Рыбинск; вторая в юго-западном направлении следует к районному центру Большое Село и далее к федеральной трассе Р104 на участке Углич — Рыбинск; третья следует на юго-восток к центру сельского поселения Варегово и далее к дороге Ярославль — Большое Село. Ближайшая деревня по дороге в сторону Лома — Карповское, в сторону Большого Села — Поздеевское, в сторону Варегово — Паршево. Между Каплино и Карповским, на берегу Ахробости на карте обозначен пионерский лагерь.

## Население
| 2007 | 2010 |
| ---- | ---- |
| 96   | ↘70  |

Согласно результатам переписи 2002 года, в национальной структуре населения русские составляли 77 % из 87 жителей.
По данным статистического сборника «Сельские населенные пункты Ярославской области на 1 января 2007 года», в деревне Каплино проживали 96 человек. По топокарте 1975 года в деревне проживало 30 человек.

## История
Деревня Каплина указано на плане Генерального межевания Борисоглебского уезда 1792 года. В 1825 году Борисоглебский уезд был объединён с Романовским уездом. По сведениям 1859 года село относилось к Романово-Борисоглебскому уезду.